# Саларес
Саларес (ісп. Salares) — муніципалітет в Іспанії, у складі автономної спільноти Андалусія, у провінції Малага. Населення — 205 осіб (2010).
Муніципалітет розташований на відстані близько 400 км на південь від Мадрида, 38 км на схід від Малаги.

## Демографія
Динаміка населення (INE ):

## Галерея зображень

Розташування муніципалітету у провінції Малага